# BosWash

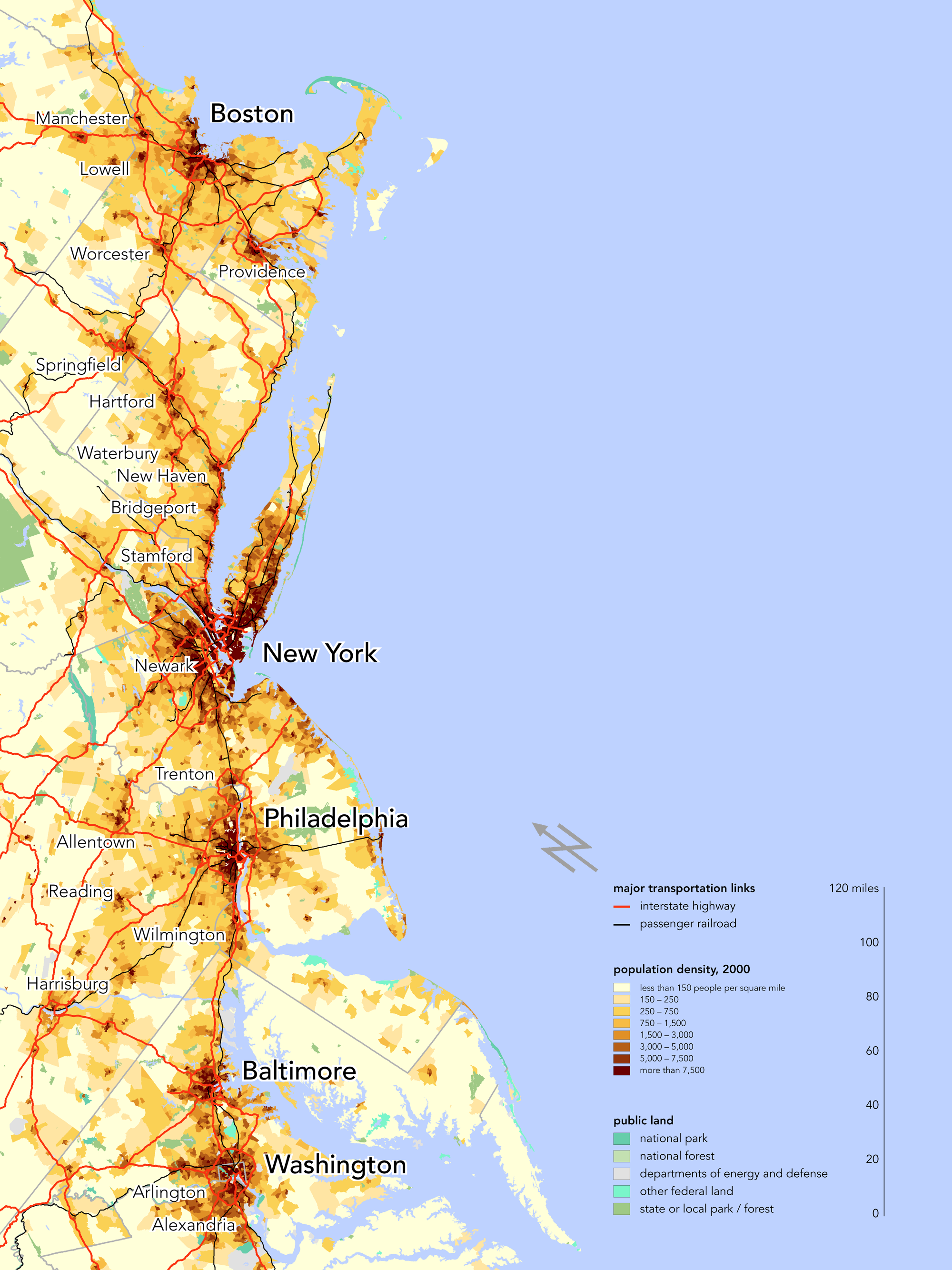
Megapole BosWash

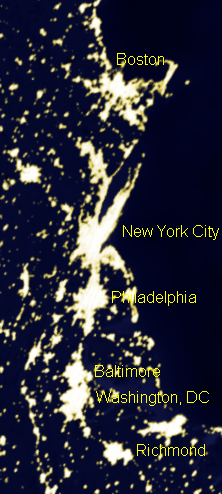
Noční satelitní pohled z roku 1995

BosWash (Bos-Wash, BosNYwash, Boshington či Northeast megalopolis) je megalopole tvořená skupinou metropolitních oblastí na severovýchodě Spojených států, rozkládající se od Bostonu po Washington, D.C., jenž zahrnuje města Providence, Hartford, New York, Filadelfie a Baltimore.
Toto označení bylo poprvé použito v roce 1961 v knize francouzského geografa Jeana Gottmana. Jednotlivá města spolu souvisí i ekonomicky a jsou propojená i dopravně (používá se i název Boston-Washington corridor).
Podle sčítání obyvatel měla tato megalopole 48 096 266 obyvatel v roce 2010, 50 047 174 obyvatel v roce 2020 a 50 244 897 obyvatel v roce 2022. Celková plocha této megalopole je zhruba 146 000 km² a má hustotu zhruba 345 obyvatel/km².
Souhrnný hrubý domácí produkt v roce 2023 činil 5 598,130 miliard dolarů (104 106 na obyvatele), což je pětina celostátní HDP USA.

## Města megapole (od severu k jihu)
- Portland (Maine)
- Manchester (New Hampshire)
- Nashua (New Hampshire)
- Cambridge (Massachusetts)
- Boston (Massachusetts)
- Providence (Rhode Island)
- Warwick (Rhode Island)
- Worcester (Massachusetts)
- Springfield (Massachusetts)
- New Bedford (Massachusetts)
- Fall River (Massachusetts)
- Hartford (Connecticut)
- Waterbury (Connecticut)
- New Haven (Connecticut)
- Bridgeport (Connecticut)
- Stamford (Connecticut)
- Yonkers (New York)
- New York (New York)
- ostrov Long Island (New York)
- Jersey City (New Jersey)
- Newark (New Jersey)
- Paterson (New Jersey)
- Edison (New Jersey)
- New Brunswick (New Jersey)
- Allentown (New Jersey)
- Princeton (New Jersey)
- Reading (Pensylvánie)
- Trenton (New Jersey)
- Filadelfie (Pensylvánie)
- Camden (New Jersey)
- Atlantic City (New Jersey)
- Wilmington (Delaware)
- Baltimore (Maryland)
- Columbia (Maryland)
- Annapolis (Maryland)
- Washington, D.C.
- Arlington (Virginie)
- Alexandria (Virginie)
- Richmond (Virginie)
- Norfolk (Virginie)
- Virginia Beach (Virginie)
- Chesapeake (Virginie)